# Filosofia experimental
La filosofia experimental , abreujadament anomenada x-phi, és un camp emergent en la recerca filosòfica que fa ús de dades empíriques, obtingudes sondejant les intuïcions de la gent sobre determinades qüestions filosòfiques per mitjà dels mètodes de la ciència cognitiva. En general, aquest ús de l'experimentació es contraposa a una metodologia filosòfica basada principalment en les pròpies intuïcions de cada filòsof (filosofia de silló). La filosofia experimental va començar centrant-se en qüestions filosòfiques relacionades amb l'acció voluntària, el conflicte entre lliure albir i determinisme, i en la discussió a l'entorn de les teories causals i descriptives de la referència. Amb el temps la filosofia experimental ha continuat la seva expansió vers noves àrees de recerca.
Hi ha varietat de punts de vista sobre el que pot aportar aquest enfocament experimental de la filosofia. Una d'aquestes posicions afirma que les dades empíriques recollides pels filòsofs experimentals poden tenir un efecte indirecte sobre les qüestions filosòfiques, ja que permeten una millor comprensió dels processos psicològics subjacents que condueixen a les intuïcions filosòfiques. Altres afirmen que els filòsofs experimentals es dediquen a l'anàlisi conceptual, aprofitant, però, el rigor de la investigació quantitativa per assolir aquest propòsit. La filosofia experimental també pot ser vista com una càrrega de profunditat contra els pressupòsits i mètodes tradicionals de la filosofia analítica.